# 烏魯班巴
13°18′15″S 72°7′0″W / 13.30417°S 72.11667°W

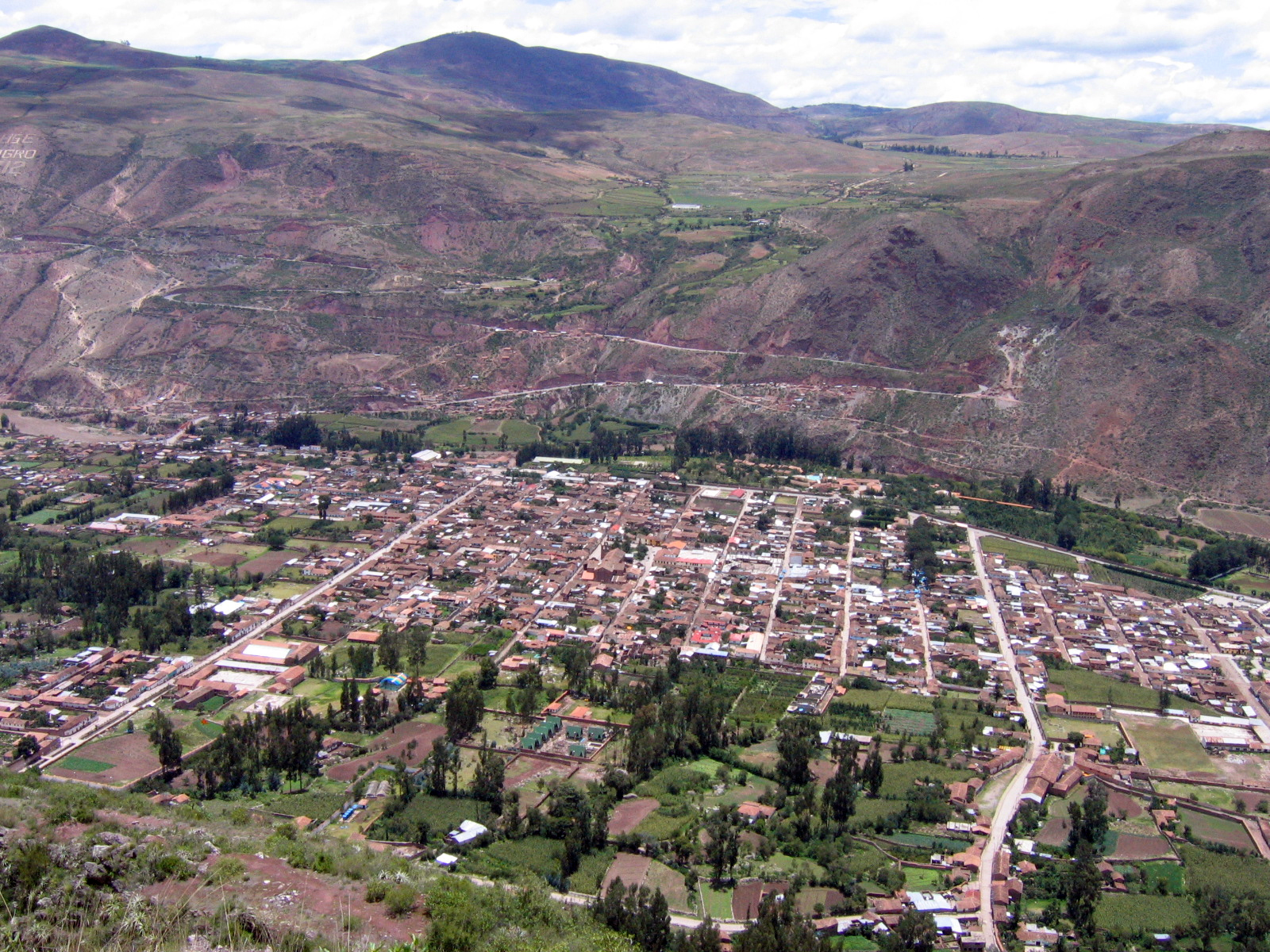

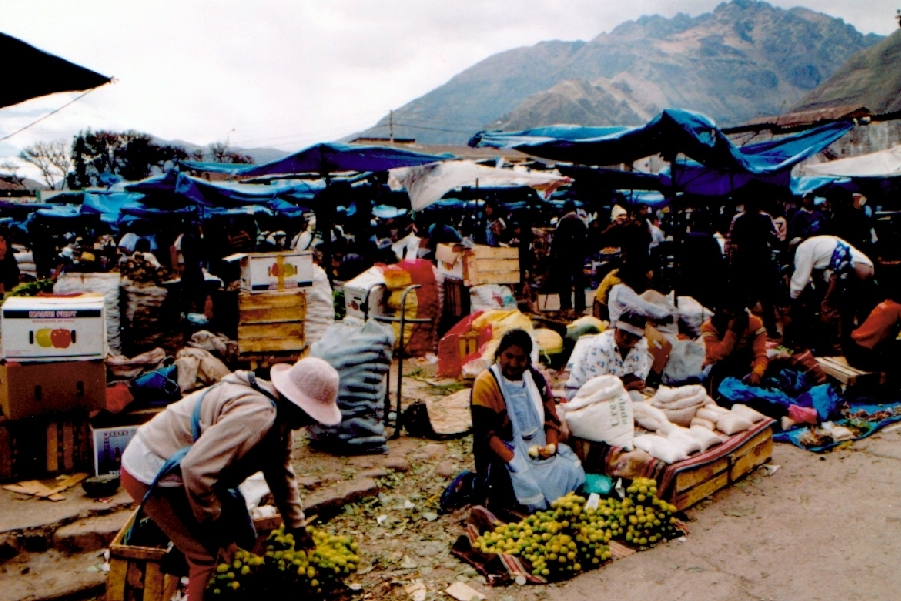

烏魯班巴（西班牙語：Urubamba，意為「蜘蛛平原」），是一座秘魯的城鎮，位於該國東南部庫斯科大區，處於庫斯科和馬丘比丘之間的烏魯班巴河谷，毗鄰積雪覆蓋的奇孔山與普馬萬卡山，海拔平均高度達 2,687 公尺。該鎮是烏魯班巴區及烏魯班巴省的首府，距離庫斯科約 67 公里。根據 2017 年的人口普查，烏魯班巴人口約 13,942 人。
該鎮擁有深厚的歷史文化。早在印加帝國時期，烏魯班巴便是重要的農業中心。今日的烏魯班巴是印加聖谷中最大的城鎮，鄰近多處印加帝國的重要遺址，包括名聞遐邇的馬丘比丘。鎮內尚保留了部分印加宮殿的遺跡，吸引眾多遊客慕名而來。